# メゾラーカ
メゾラーカ（イタリア語: Mesoraca）は、イタリア共和国カラブリア州クロトーネ県にある、人口約6,400人の基礎自治体（コムーネ）。

## 地理

### 位置・広がり

#### 隣接コムーネ
隣接するコムーネは以下の通り。括弧内のCZはカタンザーロ県所属を示す。
- ベルカストロ (CZ)
- クトロ
- マルチェドゥーザ (CZ)
- ペティーリア・ポリカストロ
- ペトロナ (CZ)
- ロッカベルナルダ
- タヴェルナ (CZ)
- ザガリーゼ (CZ)

## 姉妹都市
- ラヴェーナ・ポンテ・トレーザ、イタリア